# MTV Video Music Award – teledysk ze społecznym przekazem
Artykuł przedstawia listę zwycięzców i nominowanych w kategorii Najlepszy teledysk z przekazem (Best Video with a Message) (2011–2012), Najlepszy teledysk ze społecznym przekazem (Best Video with a Social Message) (2013–2015), Najlepsza walka przeciwko systemowi (Best Fight Against the System) (2017) oraz Video for Good (od 2018) w plebiscycie MTV Video Music Awards organizowanym przez amerykańską telewizję MTV.
| Rok  | Zwycięzca                                  | Teledysk                       | Pozostali nominowani | Źródło |
| ---- | ------------------------------------------ | ------------------------------ | --- | ------ |
| 2011 | Lady Gaga                                  | „Born This Way”                | - Katy Perry – „Firework” - Pink – „Fuckin’ Perfect” - Rise Against – „Make It Stop (September's Children)” - Taylor Swift – „Mean” | [ 1 ]  |
| 2012 | Demi Lovato                                | „Skyscraper”                   | - Kelly Clarkson – „Dark Side” - Gym Class Heroes featuring Ryan Tedder – „The Fighter” - K'naan featuring Nelly Furtado – „Is Anybody Out There?” - Rise Against – „Ballad of Hollis Brown” - Lil Wayne – „How to Love” | [ 2 ]  |
| 2013 | Macklemore & Ryan Lewis feat. Mary Lambert | „Same Love”                    | - Beyoncé – „I Was Here” - Kelly Clarkson – „People Like Us” - Miguel – „Candles in the Sun” - Snoop Lion feat. Drake & Cori B. – „No Guns Allowed<”/small> | [ 3 ]  |
| 2014 | Beyoncé                                    | „Preety Hurts”                 | - Avicii – „Hey Brother” - J. Cole feat. TLC – „Crooked Smile” - David Guetta featuring Mikky Ekko – „One Voice” - Angel Haze featuring Sia – „Battle Cry” - Kelly Rowland – „Dirty Laundry” | [ 4 ]  |
| 2015 | Big Sean feat. Kanye West & John Legend    | „One Man Can Change the World” | - Jennifer Hudson – „I Still Love You” - Colbie Caillat – „Try” - Rihanna – „American Oxygen” - Wale – „The White Shoes” | [ 5 ]  |
| 2016 | –                                          | –                              | – | –      |
| 2017 | Wszyscy nominowani                         |                                | - Big Sean – "Light" - Alessia Cara – "Scars to Your Beautiful" - The Hamilton Mixtape (K’naan, Snow Tha Product, Riz MC, & Residente) – "Immigrants (We Get the Job Done)" - John Legend – "Surefire" - Logic (feat. Damian Lemar Hudson) – "Black Spiderman" - Taboo (feat. Shailene Woodley) – "Stand Up / Stand N Rock #NoDAPL" | [ 6 ]  |
| 2018 | Childish Gambino                           | "This Is America"              | - Drake – "God’s Plan" - Dej Loaf i Leon Bridges – "Liberated" - Logic (feat. Alessia Cara i Khalid) – "1-800-273-8255" - Janelle Monáe (feat. Grimes) – "Pynk" - Jessie Reyez – "Gatekeeper" | [ 7 ]  |
| 2019 | Taylor Swift                               | "You Need to Calm Down"        | - Jamie N Commons i Skylar Grey (feat. Gallant) – "Runaway Train" - Halsey – "Nightmare" - The Killers – "Land of the Free" - John Legend – "Preach" - Lil Dicky – "Earth" | [ 8 ]  |